# Fritz Gautier
Fritz Gautier (ur. 17 stycznia 1950 w Norden, zm. 10 sierpnia 2017 w Kolonii) – niemiecki polityk, chemik i menedżer, od 1980 do 1987 poseł do Parlamentu Europejskiego I i II kadencji, od 1987 do 1994 parlamentarzysta krajowy.

## Życiorys
Po zdaniu matury w 1968 w Emden podjął studia chemiczne na Uniwersytecie Technicznym w Brunszwiku. W 1977 obronił na tej uczelni doktorat, po czym pracował jako badacz w Gesellschaft für Biotechnologische Forschung w Brunszwiku.
Zaangażował się w działalność Socjaldemokratycznej Partii Niemiec. Należał do SJD – Die Falken (najmłodszej gałęzi młodzieżówki SPD), a do samej partii wstąpił w 1973. Został członkiem egzekutywy ugrupowania w Brunszwiku i Dolnej Saksonii. W 1979 kandydował do Parlamentu Europejskiego I kadencji, mandat zdobył 18 stycznia 1980 w miejsce Eugena Loderera. W 1984 uzyskał reelekcję. Przystąpił do grupy socjalistycznej, należał m.in. do Komisji ds. Rolnictwa, Rybołówstwa i Rozwoju Wsi oraz Komisji ds. Gospodarczych i Walutowych oraz Polityki Przemysłowej. W 1987 zdobył fotel w Bundestagu, w związku z czym zakończył pracę w Europarlamencie. W 1990 wybrano go ponownie. Od 1989 do 2000 zajmował również stanowisko radnego w Kolonii.
W późniejszym okresie działał biznesie. Był członkiem rad nadzorczych i zarządów m.in. IG Chemie, Papier, Keramik, Ruhrgas, Kölner Gas-, Elektrizitäts- und Wasserwerke, a także wiceszefem VDEW (niemieckiej organizacji firm elektrycznych) oraz szefem CEDEC (europejskiej federacji spółek komunalnych). Zmarł 10 sierpnia 2017, został pochowany na morzu.